# Ewald Riebschläger
Ewald Riebschläger (Zeitz, 24 ottobre 1904 – Zeitz, 29 ottobre 1993) è stato un tuffatore tedesco naturalizzato tedesco orientale poi tedesco.

## Biografia
Ha rappresentato la Germania ai Giochi olimpici estivi di Amsterdam 1928 ottenendo il sesto posto nel concorso del trampolino ed il quinto posto in quello della piattaforma.
In carriera ha vinto cinque medaglie ai campionati europei di nuoto: due d'oro nei concorsi del trampolino 3 metri, ed una d'argento e due di bronzo nella piattaforma 10 metri.

## Palmarès
- Campionati europei di nuoto

Bologna 1927: oro nel trampolino 3 m; argento nella piattaforma 10 m
Parigi 1931: oro nel trampolino 3 m; bronzo nella piattaforma 10 m
Magdeburgo 1934: bronzo nella piattaforma 10 m